# (523965) 1998 XY95
(523965) 1998 XY95 est un transneptunien faisant partie du disque des objets épars.

## Caractéristiques
(523965) 1998 XY95 mesure environ 220 kilomètres de diamètre.